# Schleußer Teich
Der Schleußer Teich ist ein Teich südwestlich des Dorfes Schleuß in der Altmark in Sachsen-Anhalt. Er befindet sich auf der Gemarkung von Lüderitz in der Gemeinde Stadt Tangerhütte.
Der von landwirtschaftlichen Nutzflächen umgebene, an seinem Ostufer baumbestandene Teich hat eine Länge von etwa 120 Metern (Südwest nach Nordost) bei einer maximalen Breite von ungefähr 50 Metern. Im südlichen Teil bestehen Verlandungstendenzen.
Der Teich wird von Blindegraben gespeist, der Wasser vom Brunkauer Tanger aufnimmt, der am Heiderand oberhalb von Brunkau entspringt.
Westlich des Teichs verlaufen der Fahrrad- und Wanderweg Wildpark Route von Brunkau nach Schleuß und der Radwanderweg Altmarkrundkurs. Am Südufer des Teichs wurde ein Rastplatz eingerichtet.